# Вячеслав Астров-Чубенко
В'ячеслав Олександрович Чубенко (псевдоніми: В'ячеслав Астров-Чубенко, Slav Astrov, Слав Астрофф, Андер Сон), народився 21 грудня 1973 року в селі Ковалівка Миколаївської області, в Україні. За освітою - вчитель фізики та астрономії, з відзнакою закінчив фізико-математичний факультет Миколаївського державного педагогічного університету.
Член Спілки журналістів України з 2002 року.

## Життєпис
В'ячеслав Олександрович Чубенко (псевдоніми: В'ячеслав Астров-Чубенко, Slav Astrov, Слав Астрофф, Андер Сон), народився 21 грудня 1973 року в сім'ї учителів у селі Ковалівка Миколаївської області, в Україні. Через похибку лікарів з раннього дитинства пересувається на інвалідному візку. За освітою — вчитель фізики та астрономії, у 1997 році з відзнакою закінчив денне відділення фізико-математичного факультету Миколаївського педінституту. З 2006 року живе в Австрії, де працює над дисертацією у Віденському університеті.

### Громадська діяльність
У 1998 році став засновником громадської організації «Педагогічна Асоціація „Інтелект“ сімей інвалідів опорно-рухового апарату м. Миколаєва». Протягом п'яти років був шеф-редактором газети для молоді «Еліта», засновником якої була ПА «Інтелект».
Член Національної спілки журналістів України з 2002 року.
З 2008 — член Віденської Робочої Спільноти Астрономії (нім. Wiener Arbeitsgemeinschaft für Astronomie), з 2014 — член Австрійського Товариства Астрономії та Астрофізики (нім. Österreichische Gesellschaft für Astronomie und Astrophysik).

### Сім'я
- Мати — Віра Іванівна Чубенко, журналістка, письменниця, громадська діячка.
- Брат — Юрій Чубенко, відеограф.

## Літературна творчість
Перше оповідання написав у 19 років, а друкуватися почав з 1993 року. Сфера інтересів: астрономія та інші природничі та точні науки, фантастика, високі технології. За власними словами, він - сангвінік, прагматик, аналітик, атеїст, який живе під девізом: «Кожне століття, що мене не вбиває, робить мене сильнішим». З урахуванням інтересів та здобутої освіти пише наукову фантастику, у журналістиці — науково-популярні матеріали на тему астрономії. Володіння мовами: російська, українська, німецька, англійська.

## Відзнаки
- Лауреат Гран-прі в номінації «Зірка, що сходить» першого Міжнародного фестивалю фантастики «Планета 8141 Nikolaev» (м. Миколаїв, 2002).
- Лауреат спеціальної премії «За мужність та волю до життя» Міжнародного фестивалю фантастики «Зоряний міст» (м. Харків, 2004).
- Ім'я В'ячеслава Астрова-Чубенка входить до назви малої планети «10992 Вірюславія», яку відкрила у 1974 р. астроном Черних Людмила Іванівна в Кримській астрофізичній обсерваторії та назвала на честь сім'ї Віри, В'ячеслава та Юрія Чубенків.